# Bija
Bija (rusky Бия) je řeka v Altajské republice a v Altajském kraji v Rusku. Je dlouhá 301 km. Povodí řeky má rozlohu 37 000 km².

## Průběh toku
Odtéká z Teleckého jezera a na horním toku protéká úzkou dolinou, přičemž překonává řadu peřejí. Pod ústím řeky Lebeď se dolina rozšiřuje. Je pravou zdrojnicí Obu v Altajském kraji, kde se stéká s řekou Katuň 19 km jihozápadně od města Bijsk.

## Vodní režim
Vodní režim je obdobný jako u všech sibiřských řek a je určován zejména táním sněhu, ale také dešťovými srážkami. Období vyšších vodních stavů je protáhlé. Průměrný roční průtok vody u Bijsku činí 477 m³/s. Zamrzá v období od poloviny listopadu (dolní tok) do začátku prosince (horní tok), přičemž některé úseky nezamrzají každý rok. Led vydrží až do počátku (horní tok) až konce dubna (dolní tok).
Průměrné měsíční průtoky řeky ve stanici Bijsk v letech 1936 až 2000:

## Využití
Pokud není zamrzlá, je splavná pro vodáky. Pravidelná vodní doprava je provozována od ústí do města Bijsk a při vysoké vodě je možné pokračovat až do vzdálenosti přibližně 200 km od ústí.